# Veljko Stojnić
Veljko Stojnić, né le 4 février 1999 à Sombor, est un coureur cycliste serbe.

## Biographie
Entre 2016 et 2017, Veljko Stojnić devient à trois reprises champion de Serbie juniors (moins de 19 ans). Lors de la deuxième saison, il se distingue au niveau international en terminant huitième du championnat d'Europe du contre-la-montre juniors et neuvième de la Course de la Paix juniors. 
En 2018, il court au sein de l'équipe du Centre mondial du cyclisme. Bon rouleur, il devient champion de Serbie du contre-la-montre et champion des Balkans sur route à Kraljevo. Lors de la saison 2019, il se distingue chez les amateurs italiens en obtenant deux victoires et diverses places d'honneur, sous les couleurs du Team Franco Ballerini. Ses bons résultats lui permettent de passer professionnel en 2020 dans la formation Neri Sottoli-Selle Italie-KTM, renommée Vini Zabù.

## Palmarès
- 2016
  -  Champion de Serbie du contre-la-montre juniors
  - 2e du championnat de Serbie sur route juniors
- 2017
  -  Champion de Serbie sur route juniors
  -  Champion de Serbie du contre-la-montre juniors
  - 2e du Belgrade Trophy Milan Panić
  - 8e du championnat d'Europe du contre-la-montre juniors
- 2018
  -  Champion des Balkans sur route
  -  Champion de Serbie du contre-la-montre
  - 2e du Tour of Vojvodina
- 2019
  - Florence-Viareggio
  - Circuito Castelnovese
  - 2e du championnat de Serbie du contre-la-montre
  - 2e du championnat de Serbie sur route
  - 3e du Grand Prix de la ville de Vinci
- 2020
  -  Champion de Serbie du contre-la-montre
  - 2e d'In the footsteps of the Romans
- 2021
  - 3e du championnat de Serbie sur route
- 2022
  - 6e étape du Tour du Venezuela
  - 4e étape du Tour de la Guadeloupe
- 2023
  - 3e du championnat de Serbie du contre-la-montre
  - 3e du championnat de Serbie sur route
- 2024
  - Kajdacs Nagydíjon
  - Tour d'Albanie : 
    - Classement général
    - 4e étape

  - Trnava Tour :
    - Classement général
    - 4e étape

  - 3e du championnat de Serbie du contre-la-montre
- 2025
  -  Champion de Serbie sur route

## Résultats sur les grands tours

### Tour d'Italie
1 participation
- 2023 : 101e

## Classements mondiaux
| Année                                 | 2018  | 2019  | 2020 | 2021  | 2022  | 2023 | 2024 |
| ------------------------------------- | ----- | ----- | ---- | ----- | ----- | ---- | ---- |
| Classement mondial                    | 1628e | 1266e | 604e | 1390e | 1254e | 875e | 929e |
| UCI Europe Tour                       | 1053e | 874e  | 490e | 989e  | 874e  | nc   | nc   |
|                                       |       |       |      |       |       |      |      |
| Légende : nc = non classéSource : UCI |       |       |      |       |       |      |      |